# SUPER DELICATE
「SUPER DELICATE」（スーパー・デリケート）は、Hey! Say! JUMPの9枚目のシングル。2012年2月22日にジェイ・ストームから発売された。

## 概要
- 前作「Magic Power」以来、約5か月ぶりのシングルである。また、2012年唯一のシングルリリースでもある。

- 初回限定盤1・2、通常盤の3種での発売となり、それぞれ収録曲・ジャケット写真ともに異なる。

- 表題曲は、メンバーの山田涼介と中島裕翔が出演している日本テレビ系土曜ドラマ『理想の息子』の主題歌である。作詞は、同ドラマの脚本を手掛けている野島伸司が担当している。

- 初回限定盤1には、表題曲のビデオクリップ+メイキング映像とHey! Say! BESTが歌う「ス・リ・ル」のカップリング1曲を収録。

- 初回限定盤2には、Hey! Say! 7が歌う「ワンダーランド･トレイン」のカップリング1曲と「ワンダーランド･トレイン」「ス・リ・ル」のビデオクリップを収録。

- 通常盤には、表題曲とカップリング曲「JUMP Around The World!!!」「succeed」に加え、オリジナル・カラオケ3曲を収録。

- 前々作の「OVER」以来行われる発売記念キャンペーンとして、CDの帯の裏に記載されているユーザーコードをキャンペーンサイトにて入力するとメンバーによる全27種類(メンバー1人につき3種類)の着信メッセージ(待受画像)の内、1種類をダウンロードできる。また、抽選でスペシャルDVD「JUMParty」の第2弾「元旦編」がプレゼントされるキャンペーンもあわせて行われた。

## 収録曲

### CD

#### 通常盤
1. SUPER DELICATE [4:31]
作詞：野島伸司、作曲：加藤裕介、編曲：Niklas Edberger
  - 山田涼介主演・中島裕翔出演 日本テレビ系土曜ドラマ「理想の息子」主題歌
2. JUMP Around The World!!!
作詞：Vandrythem、作曲：Sebastian Thott / Didrik Thott / Niclas Kings / Gavin Jones、編曲：清水昭男
3. succeed
作詞：キノシタトモヤ、作曲・編曲：Carl Utbult / Oskar Persson
4. SUPER DELICATE（オリジナル・カラオケ）
5. JUMP Around The World!!!（オリジナル・カラオケ）
6. succeed（オリジナル・カラオケ）

#### 初回限定盤1
1. SUPER DELICATE
2. ス・リ・ル [3:26] - Hey! Say! BEST
作詞：久保田洋司、RAP詞：八乙女光、作曲：田中直、編曲：吉岡たく
  - 2007年発表のオリジナル楽曲

#### 初回限定盤2
1. SUPER DELICATE
2. ワンダーランド・トレイン [4:28] - Hey! Say! 7
作詞：森田文人、作曲・編曲：陶山隼
  - 2007年発表のオリジナル楽曲

### DVD

#### 初回限定盤1
1. SUPER DELICATE（ビデオ・クリップ＋メイキング映像）

#### 初回限定盤2
1. ワンダーランド・トレイン（ビデオ・クリップ）- Hey! Say! 7
2. ス・リ・ル（ビデオ・クリップ）- Hey! Say! BEST